# 德楞县
德楞县一译德良县，是柬埔寨茶胶省下辖的一个县。柬埔寨华人称其为速东县。
据1998年人口普查，此县共有98,386人。